# Время жизни квантовомеханической системы
Вре́мя жи́зни квантовомеханической системы (частицы, ядра, атома, энергетического уровня и т. д.) — среднестатистическое время до распада, равное также промежутку времени {\displaystyle \tau }, в течение которого система распадается с вероятностью {\displaystyle 1-1/e\,=0{,}63212...,} где e — основание натурального логарифма. Если рассматривается ансамбль независимых частиц, то в течение времени {\displaystyle \tau } число оставшихся частиц уменьшается (в среднем) в е раз от количества частиц в начальный момент. Понятие «время жизни» применимо в условиях, когда происходит экспоненциальный распад (то есть ожидаемое количество выживших частиц N зависит от времени t как
{\displaystyle N(t)=N_{0}\exp(-t/\tau )\;,}
где N0 — число частиц в начальный момент). Например, для осцилляций нейтрино этот термин применять нельзя.
Время жизни связано с периодом полураспада T1/2 (временем, в течение которого число выживших частиц в среднем уменьшается вдвое) следующим соотношением:
{\displaystyle \tau =T_{1/2}/\ln 2=T_{1/2}/0{,}693\ldots \;.}
Величина, обратная времени жизни, называется постоянной распада:
{\displaystyle \lambda =1/\tau \;.}
Экспоненциальный распад наблюдается не только для квантовомеханических систем, но и во всех случаях, когда вероятность необратимого перехода элемента системы в другое состояние за единицу времени не зависит от времени. Поэтому термин «время жизни» применяется в областях, достаточно далёких от физики, например, в теории надёжности, фармакологии, химии и т. д. Процессы такого рода описываются линейным дифференциальным уравнением
{\displaystyle -{\frac {dN(t)}{dt}}={\frac {N(t)}{\tau }},}
означающим, что число элементов в начальном состоянии {\displaystyle N(t)} убывает со скоростью {\displaystyle -{\frac {dN(t)}{dt}},} пропорциональной {\displaystyle N(t).} Коэффициент пропорциональности равен {\displaystyle 1/\tau \;.} Так, в фармакокинетике после разового введения химического соединения в организм соединение постепенно разрушается в биохимических процессах и выводится из организма, причём если оно не вызывает существенных изменений в скорости действующих на него биохимических процессов (то есть воздействие линейно), то уменьшение его концентрации в организме описывается экспоненциальным законом, и можно говорить о времени жизни химического соединения в организме (а также о периоде полувыведения и константе распада).